# Eels
Eels je ameriška rock skupina, ki je nastala leta 1995. Mark Oliver Everett (znan tudi samo kot »E«) je frontman, pevec in edini stalni član skupine, ostala zasedba pa se ves čas spreminja. Glasba skupine se je pojavila že v številnih filmih, kot so Scream 2, Lepota po ameriško, Yes Man, The Grinch, Road Trip, Knocked Up, Hellboy II in prvi trije filmi o Shreku.
Ime »Eels« (jegulje) so izbrali zato, da bi se njihove izdaje na abecednih seznamih izvajalcev uvrščale poleg solo izdaj frontmana, ki se je podpisoval samo kot »E«. Pri tem niso pomislili, da bo vmes prišla celotna diskografija skupin, kot so Eagles in Earth, Wind & Fire.

## Diskografija
- Beautiful Freak (1996)
- Electro-Shock Blues (1998)
- Daisies of the Galaxy (2000)
- Souljacker (2001)
- Shootenanny! (2003)
- Blinking Lights and Other Revelations (2005)
- Hombre Lobo (2009)
- End Times (2010)
- Tomorrow Morning (2010)
- Wonderful, Glorious (2013)
- The Cautionary Tales of Mark Oliver Everett (2014)
- The Deconstruction (2018)
- Earth to Dora (2020)